# Pipeline-moskee
De Pipeline-moskee is de belangrijkste moskee van Serekunda, de grootste stad van Gambia.

## Geschiedenis
De moskee werd officieel geopend op 28 februari 1990.

## Locatie en architectuur
De moskee ligt aan de westkant van Kairaba Avenue (vroegere naam: Pipeline Road) in Serekunda. De buitenafmetingen van de moskee zijn ongeveer 30 x 65 meter. De moskee heeft de kenmerken van een islamitische architectuur, zoals een minaret en een gevel.